# 聚氨酯

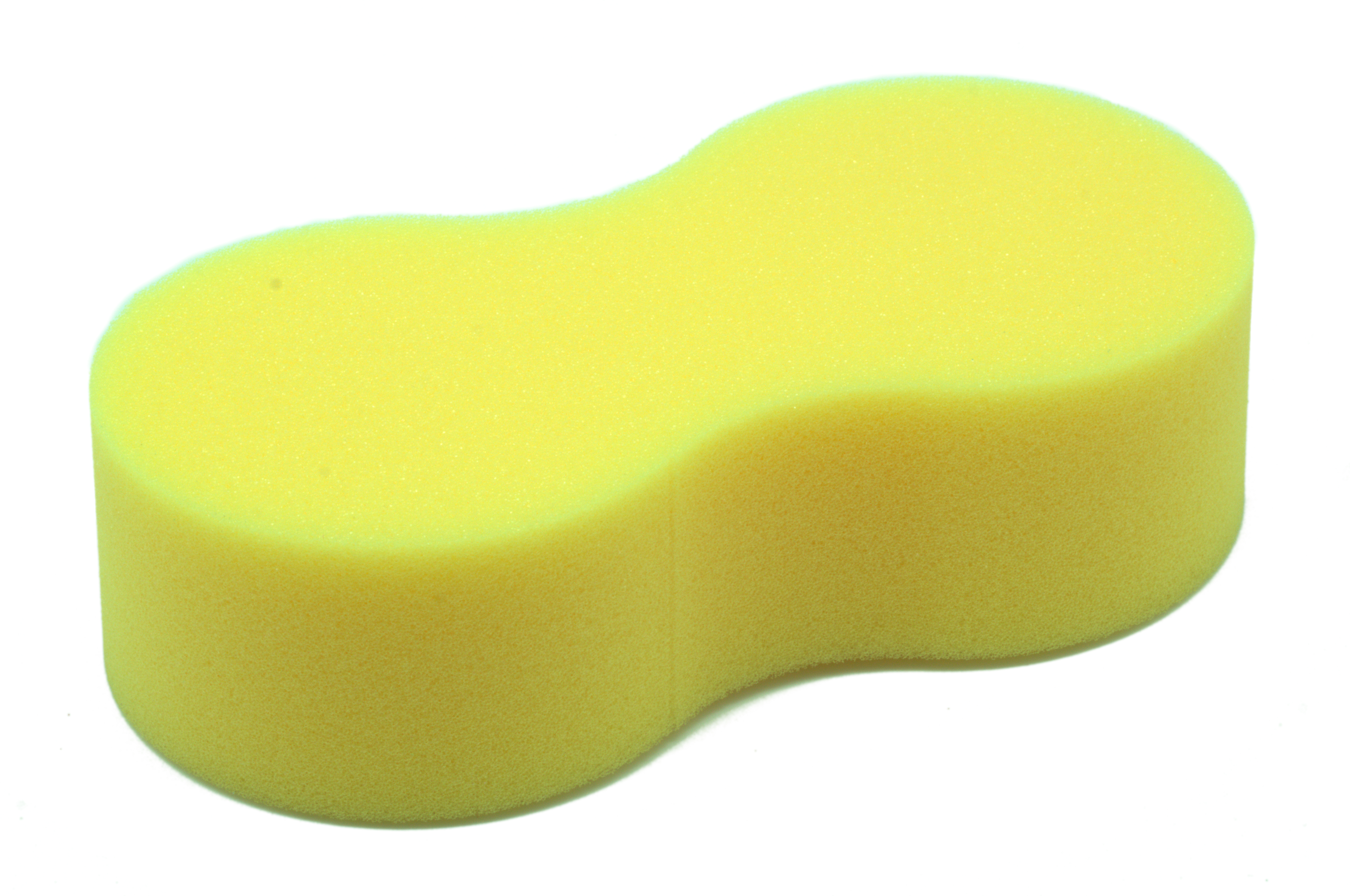
聚胺酯发泡海绵

聚氨酯（polyurethane，IUPAC缩写PUR，一般缩写PU）又稱聚胺基甲酸酯、聚胺甲酸酯，是指主链中含有氨基甲酸酯特征单元的一类高分子。这种高分子材料既有橡胶的弹性，又有塑料的强度和优异的加工性能，在塑料、橡胶、泡沫、纤维、涂料、黏合剂和功能高分子七大领域有重大应用价值。
工业上广泛用于低速轮胎、垫圈、车垫等领域。在日常生活领域聚氨酯被用来制造各种泡沫和塑料海绵。聚氨酯还被用于制造避孕套（对乳胶避孕套过敏的人适用）和医用器材。由于聚氨酯具有非常低的导热系数，其材料为基础的新型墙体保温材料开始在欧美等西方国家逐步发展成熟。

## 历史
1937年奥托·拜耳及其同事在德国勒沃库森的法本公司实验室用液态异氰酸酯和液态聚醚或二醇聚酯生成了聚氨酯。在1941-1942年间，德国建成了月产量十吨的试验车间。起初，应用仅限于纤维和软质泡沫，命名为英語：，这种树脂制成的纤维称之为英語：，但在1944年仅达到月产量二十五吨。直到1952年异氰酸酯才开始可以通过商业途径购买到。
1954年，美国孟山都与德国拜耳公司合资成立莫贝化工，在美国开始使用甲苯二异氰酸酯（TDI）和聚酯多元醇生产用于商业用途的软质聚氨酯泡沫。这种泡沫（起初被发明者称作仿制的瑞士奶酪）的发明归功于把水加入到反应体系当中，这些物质也用来生产硬质泡沫，粘胶和弹性体。线性纤维是由六亚甲基二异氰酸酯（HDI）和1,4-丁二醇（BDO）反应生成的。
第一种商业生产的聚醚多元醇，聚（四亚甲基醚）乙二醇，是由杜邦于1956年用四氢呋喃聚合生成的。BASF和陶氏化学在随后的1957年推出比较便宜的聚烷烃二元醇。这些聚醚多元醇表现出了技术和商业上的优势，如：低成本、易处理、优异的水解稳定性；而且在制备聚氨酯时可以快速取代聚酯多元醇。其他的PU推进者还有美国联合碳化物和莫贝化工。
1960年，软质聚氨酯泡沫的产量达到四万五千吨。经过十多年的发展，随着氯氟烷烃鼓泡剂的出现，便宜的聚醚多元醇，和二苯基甲烷二异氰酸酯（MDI）的出现推动了硬质聚氨酯泡沫在高性能的隔热材料的运用。基于聚合MDI（PMDI）的硬质聚氨酯泡沫比基于TDI的材料有更好的热稳定性和燃烧性能。
1967年，氨基甲酸乙酯改性的聚异氰酸酯硬质泡沫被生产出来了，生产出来的低密度隔热材料显示出更好的热稳定性和阻燃性。也是在60年代，汽车的内部安全组件如仪表盘和门的面板开始使用热塑性塑料回填半硬质泡沫制成。
在1969年，拜耳在德国的杜塞尔多夫展出了一辆全塑料车。汽车的有些部件是利用一种叫做RIM（反应注塑成型）的新工艺制造而成。RIM技术是用高压注入液态组分然后快速注入反应组分至模腔内。大的部件如汽车仪表盘和面板，也可用同样的方法注塑成型。聚氨酯的RIM包括许多不同的产品和工艺：利用二元胺链增长剂和氨基甲酸、异氰酸酯和聚脲的三聚工艺，加入添加剂，如研磨过的玻璃、云母，加工过的纤维等，形成所谓的RRIM，它可以改善弯曲模量和热稳定性。1983年，美国利用这种技术生产出来汽车塑料车身。在模穴内预先加入玻璃纤维，可以进一步改善弯曲模量，即所谓的SRIM或叫结构RIM。
从二十世纪80年代初，水吹微孔柔性聚氨酯泡沫被用于汽车面板和轮胎密封空气过滤器的模型垫圈。此后，由于能源价格上升、以及减少PVC在汽车中使用的要求日增，聚氨酯的市场份额不断增加。昂贵的原料价格因部件重量的减轻，如金属盖和过滤器外壳的减少而得到补偿。高填充的聚氨酯弹性体和未填充的聚氨酯泡沫现在被用于高温油过滤器当中。
生产聚氨酯泡沫（包括泡沫橡胶）时，要往反应混合物中加入少量挥发性物质，叫做鼓泡剂。这些简单的物质赋予聚氨酯优异的隔热性能。20世纪90年代初，为了减少对臭氧层的影响，蒙特利尔协议限制使用部分含氯的鼓泡剂。如三氯氟甲烷（CFC-11）。其它的卤代烷，如氯氟烃，1,1-二氯-1-氟乙烷（HCFC-141b）被1994年的IPPC温室气体指令和1997年的欧盟有机挥发性气体指令列为逐渐被淘汰的物质。到90年代末期，虽然还有部分发展中国家使用含卤鼓泡剂，北美和欧洲已越来越多地使用二氧化碳、戊烷，1,1,1,2-四氟乙烷（HFC-134a）、1,1,1,3,3-五氟丙烷（HFC-245fa）作为鼓泡剂。
基于已有的聚氨酯喷涂技术和聚醚胺化学理论，聚氨酯的喷涂弹性材料在二十世纪九十年代得到迅猛的发展。它们的快速反应和对潮湿相对不敏感的特性使得它们成为大面积项目的涂装的首选涂料。如次级安全外壳，人孔和通道涂层，罐的内衬。经过适当的打底和表面处理后，对混凝土和钢有很好的粘结力。在相同时期，新的双组分聚氨酯和聚氨酯聚脲共混弹性体技术被运用于现场施工的负载床衬垫。这种对小卡车和其它运载货箱的涂装技术创造出一种耐用，耐摩擦的复合金属材料。热塑性塑料内衬弥补了金属在易腐蚀和脆性方面的缺陷。

## 合成
聚氨酯是指具有氨基甲酸酯结构的高分子材料，生产反应见下图：
聚氨酯属于反应型高分子材料，同类的塑料还包括：环氧树脂、不饱和聚酯、酚醛塑料。其中的氨基甲酸酯基团是由异氰酸酯官能团-N=C=O和羟基-OH反应生成的。聚氨酯是由聚亚胺脂和多元醇在催化剂和其它助剂存在下加成聚合反应而生成。既然这样，聚亚胺酯是一个含有两个以上异氰酸官能团R-(N=C=O)n≥2的分子，而多元醇是一个含有两个以上羟基官能团R'-(OH)n≥2的分子。反应产物是包含有氨基甲酸酯基 -RNHCOOR'-的聚合物。异氰酸酯会和任何含有活泼氢离子的分子发生反应。更重要的是，异氰酸酯会和水反应生成脲键并放出二氧化碳。它们还会和聚醚胺反应生成聚脲。商业制造时，液态异氰酸酯和包含多元醇、催化剂和其它助剂的混合物反应生成聚氨酯。这两种组分即通常所指的聚氨酯配方体系。北美称异氰酸酯为A组分，或叫“ISO”。多元醇和其它助剂的混合物被称为B组分，或叫“POLY"，这种混合物有时也被称作树脂或树脂混合物。在欧洲，A组分和B组分正好相反。树脂混合的助剂可以包括链增长剂、交联剂、表面活性剂、阻燃剂、发泡剂、颜料和填料。
聚氨酯中第一个必不可少的的组分是异氰酸酯。含有两个异氰酸酯官能团的分子叫二异氰酸酯。这些分子也被称作单体，因为他们是用来生成含有三个以上异氰酸酯官能团的聚合异氰酸酯。异氰酸酯可以分成芳香族的，如二苯甲烷二异氰酸酯（MDI）或甲苯二异氰酸酯（TDI）；还有脂肪族的，如六亚甲基二异氰酸酯（HDI）或异佛尔酮二异氰酸酯（IPDI）。聚合的异氰酸酯如聚合二苯基甲烷二异氰酸酯，它是由含有二、三、四或更多异氰酸酯官能团（平均2.7个官能团）的分子混合组成的。异氰酸酯可以通过和多元醇反应生成一种预聚物。当异氰酸酯和羟基官能团的化学当量比率大于2:1时，生成一种准预聚物，当其当量比率等于2:1时，生成真正的聚合物。异氰酸酯的比较重要的性质包括分子结构、NCO含量，功能特性和粘度。
聚氨酯中另一个必不可少的的组分是多元醇。含有两个羟基官能团的分子叫做二元醇，含有三个羟基官能团的分子叫做三元醇，依此类推。在生产实践中，多元醇被分为短链或低分子量链增长剂和交联剂如乙二醇（EG），1,4-丁二醇（BDO），二乙基乙二醇（DEG），甘油，和三羟甲基丙烷（TMP）。多元醇是一种特殊的聚合物。是由氧化丙烯（PO）、氧化乙烯（EO）、催化加成到含有羟基或氨基的有机物上，或由二元酸如脂肪酸和二元醇如乙二醇或二丙醇（DPG）缩聚而成。PO，EO加成而制得的多元醇为聚醚多元醇。通过缩聚反应制得的多元醇为聚酯多元醇。引发剂、增长剂、和多元醇分子量的不同大大影响聚氨酯的物理状态和物理性质。多元醇的比较重要的特性包括它们的分子架构、引发剂、分子量、羟基含量、功能特性和粘度。
聚合反应使用的催化剂有：叔胺如二甲氨基环己烷，或有机金属化合物如：月桂酸二丁基锡、辛酸铋。此外，催化剂的选用可以考虑其是否有利于聚氨酯（凝胶）反应，如1,4二氮杂双环[2.2.2]辛烷（也叫DABCO或TEDA），或脲（鼓泡）反应，如二(2 -二甲)醚，或者只是催化异氰酸酯的三聚反应，例如辛酸钾。
聚氨酯最吸引人的一个特性是它们可以做成泡沫。发泡剂如水和几种卤化物如HFC-245fa（1,1,1,3,3-五氟丙烷）和HFC-134a（1,1,1,2-四氟乙烷），以及碳氢化合物如正戊烷，被加入到树脂组分当中，或者从辅助途径加入。水和异氰酸酯反应生成二氧化碳气体，生成的气体填充并且扩展搅拌过程中产生的气泡。反应分为三个步骤：一个水分子和一个异氰酸官能团反应生成一个氨基甲酸。氨基甲酸不稳定，会分解成为一个二氧化碳和一个胺，生成的胺和更多的异氰酸酯反应生成脲。水的分子量很小，所以即使很少量的水它的摩尔比也很大，也会产生很大量的脲。脲在反应组分中的溶解性很差就会形成一种含有聚脲的独立的固相。这种聚脲相的浓度和结构T会极大地影响聚氨酯泡沫的性质。选用卤化物和碳氢化合物时要确保其沸点接近室温。因为聚合反应是放热反应，这些发泡剂在反应过程中挥发成气体。它们填充和扩展蜂窝状的聚合物体系，形成泡沫。要知道的是，发泡剂不能产生气泡，它们只是扩散到由搅拌过程中形成的气泡当中。实际上，高密度微孔泡沫可以在不添加发泡剂，而只是在使用前对树脂组分预先进行机械发泡。
表面活性剂用于在发泡过程中改善聚合物的特性。用于乳化液体组分，调节气泡的大小，和稳定气泡的结构以防塌陷和表面缺陷。硬质泡沫表面活性剂用于生成很小的气泡和很高的气泡含量。软质泡沫表面活性剂用于稳定反应物质同时增大气泡含量以防止泡沫皱缩。选用表面活性剂时要考虑使用的异氰酸酯、多元醇、组分的兼容性、系统的反应性、工艺条件和设备、工具、部件形状和制品重量等影响因素。

### 原材料
要制造聚氨酯，需要有两类至少两种功能的物质作为反应剂：含有异氰酸酯官能团的化合物，和含有活性羥基(hydroxyl)的化合物。这些化合物的物理化学特性、结构和分子大小会对聚合反应、易加工性及聚氨酯加工后的物理特性产生影响。此外，助剂如催化剂、表面活性剂、发泡剂、交联剂、阻燃剂，光稳定剂和填料的加入目的是为了控制和改善反应工艺和聚合物的性能。

#### 异氰酸酯
合成聚氨酯时要有含有两个以上官能团的异氰酸酯。据记载，芳香族异氰酸酯占全球二异氰酸酯生产的大部分。脂肪族和脂环族异氰酸酯也是聚氨酯材料家族的重要组成部分但在量上占的比重不大。这有几方面原因：1，芳香族链接的异氰酸酯基团比脂肪族的反应活性强，2，芳香族的异氰酸酯更经济实惠，而脂肪族异氰酸酯只有当最终产品要满足特殊的要求时使用。如：光稳定性好的涂料和弹性体只能由脂肪族异氰酸酯制得。就算是同一级别的异氰酸酯，由于空间结构的不同，官能团的反应活性也有显著的不同，比如对于2,4-甲基二异氰酸酯，甲基对位的异氰酸酯的活性就比邻位的反应活性强。
生产异氰酸酯的主要工艺是胺与光气反应。原材料胺是由相应的硝化物加氢生成，如甲苯二胺（TDA）是由二硝基甲苯生成，然后转化为甲苯二异氰酸酯（TDI）。二氨基二苯基甲烷或苯基甲烷是由硝基苯生成苯胺，然后转化为二苯基甲烷二异氰酸酯（MDI）
两种最重要的芳香族异氰酸酯是：甲苯二异氰酸酯（TDI）和二苯基甲烷二异氰酸酯（MDI）。TDI包括2，4-甲苯二异氰酸酯和2，6甲苯二异氰酸酯两种异构体，最重要的品种是TDI-80（TD-80），含有80%的2,4-异构体和20%的2,6-异构体。这种混合物大量用于制造聚氨酯软质块状泡沫塑料和模成型泡沫塑料。TDI，特别是粗制的TDI和TDI/MDI混合物可以用于硬质泡沫制品，但慢慢被聚合的MDI取代。TDI-聚醚和 TDI-聚酯预聚物被用于高性能涂料及弹性体预聚物在使用是需用真空抽走TDI单体，以大大减轻其毒性危害。二苯基甲烷二异氰酸酯（MDI）有三种异构体, 4,4'-MDI, 2,4'-MDI，和2,2'-MDI，也可以通过聚合实现甚至增强第三种异构体的功能。
只有4,4'-MDI单体可以买到纯的异构体。其产品形态可以是冷冻状态的固体或者片状物，或者是熔融态，用于制造高性能的预聚物。单体混合物，含有大约50%的4,4'-异构体and 50%的2,4'-异构体，在室温下是液体，用于制造喷涂聚脲弹性体的预聚物。4,4'-MDI混合物含有MDI脲酮亚胺，碳二亚胺，和尿基甲酸酯系列，这些物质在室温下也是液态，用于制造人造革和微空泡沫塑料。4,4'-MDI-乙二醇预聚物可以改善制品的机械性能，但在温度低于20℃时会冻结。聚合MDI（PMDI）用于硬质的现场浇注、喷涂的泡沫塑料和模成型制品。高性能低聚物含量非常高的聚合MDI用于制造硬质隔热板材所用的聚氨酯和聚异氰酸酯。聚合改性的MDI（PMDI），仍含有相当数量的MDI单体，用于生产软质聚氨酯模塑和微孔泡沫塑料。调整相应的4,4'-和2,4'-异构体比率可以改变异氰酸酯混合物的反应和储存性能，以及制成品的牢固度和其它物理性能。其它的芳香族异氰酸酯包括对苯二异氰酸酯（PPDI），萘二异氰酸酯（NDI），及二甲基联苯二异氰酸酯（TODI）。
最重要的脂肪和脂环族异构体是1,6-六亚甲基二异氰酸酯（HDI）, 1-异氰酸酯-3-异氰酸酯亚甲基-3,5,5-三甲基-环己基（异佛尔酮二异氰酸酯, IPDI），和4,4'-二异氰酸酯二环己基甲烷（H12MDI）。它们被用来生产光稳定的，不黄变的聚氨酯涂料和弹性体。因为脂肪族异氰酸酯单体有毒，它们先要被转化成预聚物，缩二脲、二聚物、三聚物. HDI广泛用于耐候、耐磨涂料和清漆之中。IPDI用于制造涂料、弹性体胶粘剂和密封胶H12MDI预聚物用于生产具有优异的光学性能和抗水解的高性能涂料和弹性体。其它的脂肪族异氰酸酯包括环己烷二异氰酸酯（CHDI），四甲基苯二亚甲基二异氰酸酯（TMXDI），和1,3- 二（异氰酸根合甲基）环己烷（H6XDI）。

#### 多元醇
多元醇是由单体基团和起始剂生成的更高分子量的物质。它们经常被分为（1）聚醚多元醇，是由含活泼氢的化合物为起始剂，与氧化烯烃在催化剂作用下开环聚合而成。（2）  聚酯多元醇，是由多元酸和多元醇混合脱水缩聚而成。它们又可以根据最终用途进一步分为硬质和软质多元醇，取决于引发剂的作用和其分子量。考虑到实用性，软质多元醇的分子量一般在2000到10000（羟基含量18-56）。硬质多元醇的分子量一般在250到700（羟基含量300-700）。分子量从700到2,000（羟基含量60-280）的多元醇用于调节基础体系的软硬度，同时增加低分子量的乙二醇在高分子量的多元醇当中的溶解性。
聚醚多元醇根据它们的最终用途可以分成很多种牌号，但它们的大体结构相似。软质多元醇使用低官能度的引发剂如二丙二醇（f=2）或甘油（f=3）。硬质多元醇使用高官能度的引发剂如蔗糖（f=8），山梨糖醇（f=6），甲苯二胺（f=4），及曼里斯碱（f=4）。将氧化丙烷加入到引发剂当中直到达到希望的分子量。多元醇加成到氧化丙烯的链增长反应由次级的羟基基团终止。为了改变多元醇的兼容性、流变性和反应活性环氧乙烷被作为副反应物加入，以生成任意杂合体杂聚物。环氧乙烷加成后的多元醇含有很高比率的原始羟基，这种羟基比次级羟基有更高的反应活性。由于粘度高（470羟基含量的蔗糖多元醇的粘度是33,000 cps /25℃），糖类引发的多元醇经常用甘油或二甘醇做为共引发剂，以降低粘度以便加工处理。（490羟基含量的蔗糖-甘油聚醚多元醇的粘度为5,500 cps /25℃）。接枝聚醚多元醇（也叫填充聚醚多元醇或聚合聚醚多元醇）含有细微分散的苯乙烯与丙烯腈的共聚物，丙烯腈，或聚脲（PHD）聚合物固体被化学接枝到一个高分子量的聚醚分子骨架内。用以改良低密高弹泡沫塑料的负载牢固度，以及增加微孔泡沫塑料和模注弹性体的韧性。聚脲PHD多元醇用于改善高弹软泡沫的阻燃性能。固含量从14%到50%，典型使用的是22%和43%.一些用于制造低分子量的硬质泡沫多元醇的引发剂如乙二胺和 三乙醇胺因为骨架中有氮原子的存在而具有内在的催化活性。它们用于增加系统的反应性和构成物理特性，和减少模成型硬质泡沫的松软度。此外还有一种特殊的聚醚多元醇，聚四氢呋喃是由四氢呋喃聚合而制得。它们用于高性能涂料和弹性体。
聚酯多元醇根据组成和运用分成两类：常规的聚酯多元醇是用原始原材料如高纯二元羧酸和二元醇直接缩水聚合而成的，如己二酸和1,4-丁二醇。他们因所选用单体，分子量和支链多少的不同而不同。它们虽然较昂贵，并且因粘度较高不容易处理，它们还是具有聚醚多元醇没有的特性，包括优异的溶解性、耐磨性和耐割裂性能。其它的聚酯多元醇是使用的再生原料。由聚对苯二甲酸乙二醇酯（PET）或二甲基对肽酸盐（DMT）和二醇类如二甘醇回流蒸馏发生酯交换反应（糖酵解）制得。这些低分子量的芳香族的聚酯多元醇用于制造硬质泡沫，给多异氰脲酸酯（PIR）板材和聚氨酯喷涂泡沫隔热材料带来低成本和卓越的阻燃特性。
还有些特别的多元醇包括聚碳酸酯多元醇，聚己内酯多元醇，聚丁二烯多元醇，和多硫化物多元醇。这些材料用于弹性体、密封剂和胶粘剂等要求很好的耐候性，耐化学品和耐环境冲击的制品。天然油多元醇采自蓖麻油和其它植物油用于制造弹性体，软质bunstock，和软质模塑泡沫。
三氟氯乙烯或四氟乙烯与含有羟烷基乙烯醚的乙烯醚类共聚生成氟化多元醇（FEVE）。FEVE氟化多元醇和聚亚胺酯反应制得的双组分氟化聚氨酯被用于环境友好型油漆/涂料。因为氟化聚氨酯含有高比率的氟碳键，氟碳键是所有化学键中最稳定的键。所以氟化聚氨酯有很好的耐紫外线，耐酸、碱、盐、化学品、溶剂，耐候、耐腐蚀、耐真菌和卫生物性能，成为高性能涂料/油漆的首选材料。

#### 扩链剂和交联剂
扩链剂（f=2）和交联剂（f=3或更大）是小分子胺类和醇类，在聚氨酯纤维、弹性体、胶粘剂、人造革和微孔泡沫塑料的结构形成过程中起重要的作用。这些材料的弹性就源自聚合物内共聚物硬段和软段的相分离。聚氨酯硬段充当非结晶态聚醚（或聚酯）软段之间的交联剂。这种相分离的发生是由于主要的非极性、低熔点软段和极性的，高熔点的硬段不兼容。由高分子量多元醇组成的软段可移动，呈卷曲状；而由异氰酸酯和链增长剂组成的硬段是坚硬、不可移动的，因为硬段是通过共价键和软段相连的，阻止了聚合分子链的属性流动，因此形成了弹性回弹。当发生机械变形时，一部分的软段被弯曲力拉伸，硬段就沿拉伸方向排列。这种硬段的重定向及因此而产生的氢键能形成了很高的抗拉伸强度，延伸率，和抗撕裂性。链增长剂的选用也决定材料的弯曲性能、热性能、和耐化学品性能。最重要的链增长剂是乙二醇、1,4-丁二醇（1,4-BDO or BDO）、1,6-己二醇，环己烷二甲醇和对苯二酚双（2-羟乙基）醚（HQEE）。所有这些二醇类使聚氨酯相分离效果好，形成明确的硬段，可熔融加工。它们当中除乙二醇外均适合用于热塑性聚氨酯。因为乙二醇是由二苯基聚氨酯经过在高硬段中不适当的降解而得到的。二乙醇胺和三乙醇胺用于软质模塑泡沫塑料以增加坚硬度和催化活性。二乙基甲苯二胺（DETDA）广泛用于RIM，及聚氨酯和聚脲弹性体的配方之中。

#### 催化剂
聚氨酯催化剂可以分成两大类，胺化合物和有机金属化合物。根据它们的特征，平衡和相对效能还可以进一步分类。传统的胺催化剂为叔胺类如三亚乙基二胺（TEDA，又称1,4-二氮杂双环[2.2.2]辛烷或DABCO），二甲基环己胺（DMCHA），及二甲基乙醇胺（DMEA）。叔胺催化剂的选用原则是它们是否能加速聚氨酯（多元醇+异氰酸酯，或者凝胶）的反应，聚脲（水+异氰酸酯，或鼓泡）的反应，或者异氰酸酯的三聚反应。因为大部分的叔胺催化剂都可以在一定程度上加速上述三种反应，所以选用时也要考虑它们是否对其中一种反应的作用优于另外的反应。比如，四甲基丁二胺（TMBDA）加速凝胶的作用大于鼓泡。  此外，同时加入[[N-[3-（二甲氨基）丙基]-N,N',N'-三甲基-1,3丙二胺]]和 N-（3-二甲基氨基丙基）-N,N-二异丙醇胺可以平衡鼓泡和凝胶反应，虽然前者比后者在重量上更大些。1,3,5-三（二甲基胺丙基）-1,3,5-六氢化三嗪是一种三聚催化剂同时对鼓泡有催化作用。我们也可以从分子结构中了解一些催化剂的强度和选择性。鼓泡催化剂一般含有一个醚连接两个碳和一个氮原子例如：二甲氨基双乙基醚（也称A-99，以前是联合碳化物公司的一个产品），和N-乙基吗啉。强的凝胶催化剂含有替代烷基的氮原子，如三乙胺（TEA）, 1,8-二氮杂二环[5.4.0]十一碳-7-烯（DBU），和N-(2-(二甲氨基)乙基)-N,N´,N´-三甲基-1,2-乙二胺（PMDETA）。弱的凝胶催化剂含有环取代的氮原子，如苄基二甲胺（BDMA）。三聚催化剂含有三嗪结构，或者为季铵盐。二十世纪八十年代出现了两种趋势。对充填大型、复杂工具以增加产率的要求导致阻止剂的运用，以保持后端熟化的同时延迟前端的反应。在美国，带酸官能团和季胺盐的TEDA和二（2-二甲）醚常作为阻止剂用于模塑软质泡沫和微孔人造革。随着人们对审美及环境意识的提高，要求在汽车内装饰材料中使用不易老化的催化剂，以减少塑料表面的气味、起雾和脏污。含有羟基或活性氨基的催化剂如：ñ,ñ,N'-二甲基基-N'-羟乙基二(乙基)醚和N'-(3-(二甲氨基)丙基)-N,N-二甲基-1,3-丙二胺在这些应用领域可以取代传统催化剂和聚合物大分子反应
有机金属化合物汞，铅，锡（二丁基二锡），铋（铋辛酸），和锌可用作聚氨酯催化剂。羧基汞类，如新癸酸苯汞，是用于聚氨酯弹性体、涂料和密封剂的特效催化剂，因为它们对多元醇+异氰酸酯反应有很高的选择性。汞催化剂可以少量添加的情况仍能在后期提供很好的效果。铅催化剂用于高反应性的硬质喷涂隔热泡沫塑料，因为它在低温和高湿的环境下仍然保持高效。因为其毒性，并且含汞和铅的化合物是危险废物，人们正在开发它们的替代品。二十世纪九十年代，铋和锌的羧酸盐被用做替代品，但这种原料本身比较短缺。在弹性体应用上，长寿命体系的绿色化并没有汞催化剂体系的发展迅速。在喷涂泡沫应用上，铋和锌在天气寒冷时不能及时催化前端而且需要其它方法改善以取代铅。烷基羧酸锡，其氧化物和硫醇盐被广泛用于各种聚氨酯。比如，二丁基二锡是聚氨酯胶黏剂和密封剂的标准催化剂。丁基硫醇锡用于微孔弹性体，二丁基氧化锡用于聚氨酯漆和涂料。硫醇锡盐用于含水的配方，因为羧酸锡容易水解

#### 表面活性剂
表面活性剂用于改善泡沫和非泡沫聚氨酯的特性。它们是聚二甲硅氧烷-聚氧化烯的块状共聚物，硅酮油剂，壬基苯酚醚类，和其它有机化合物。在泡沫塑料中，它们用于乳化液相，调整气穴大小，稳定气穴结构以防止塌陷和次表面空。在非泡沫塑料中，它们用于排气和消泡，也作为润湿剂，和用于减少表面缺陷，如针孔，橘皮和斑点。

## 分类
1. 聚氨酯软质泡沫制品：汽车坐垫、沙发垫
2. 聚氨酯硬质泡沫制品：隔热材料、冲浪板芯材
3. 聚氨酯弹性体制品：软管、轮胎、鞋底

聚氨酯制品
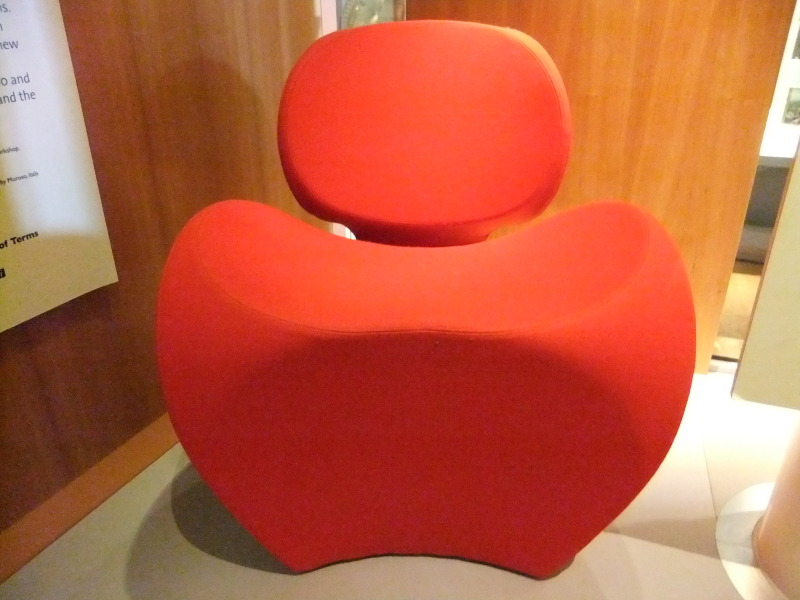
聚氨酯椅子
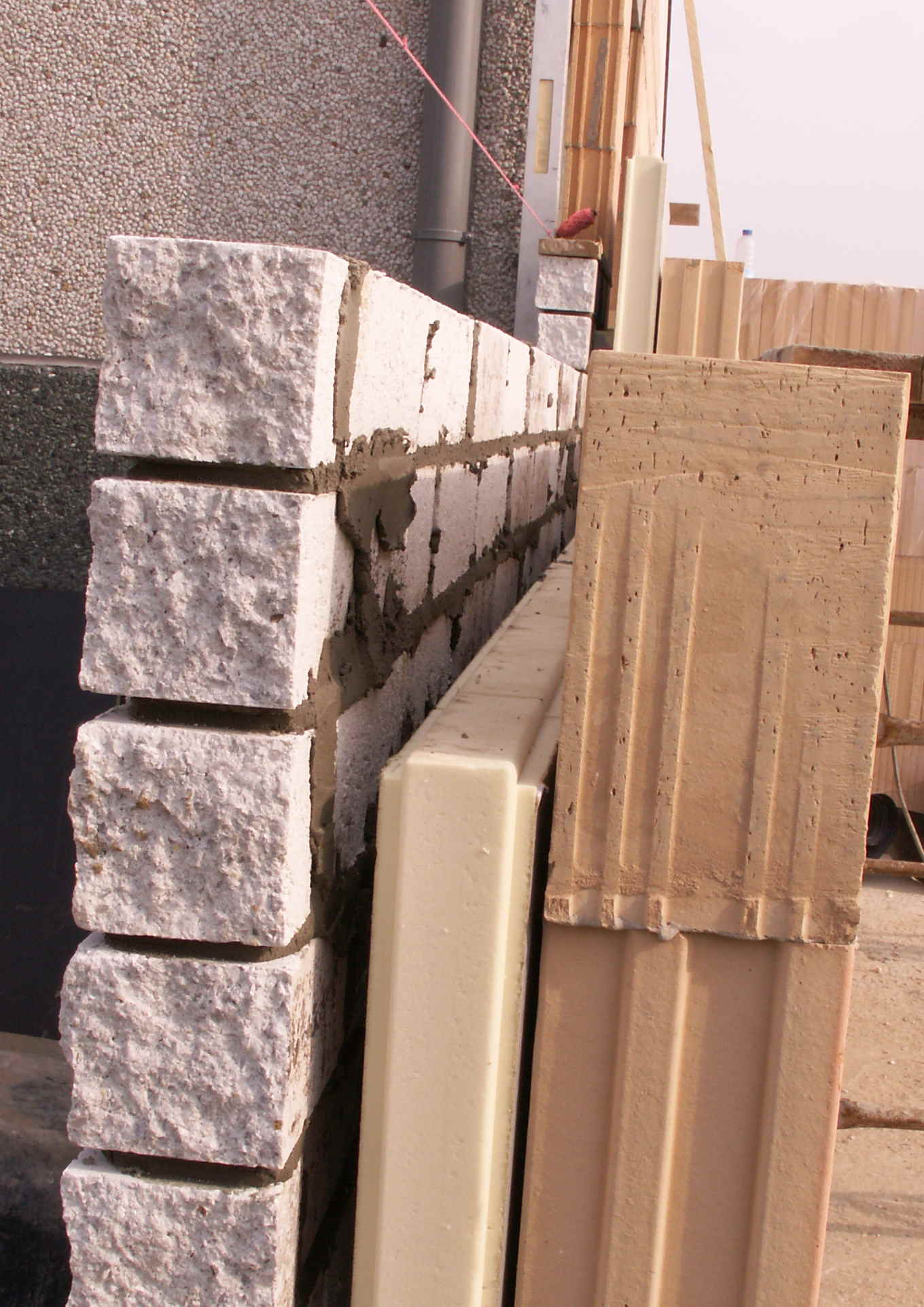
聚氨酯隔热层
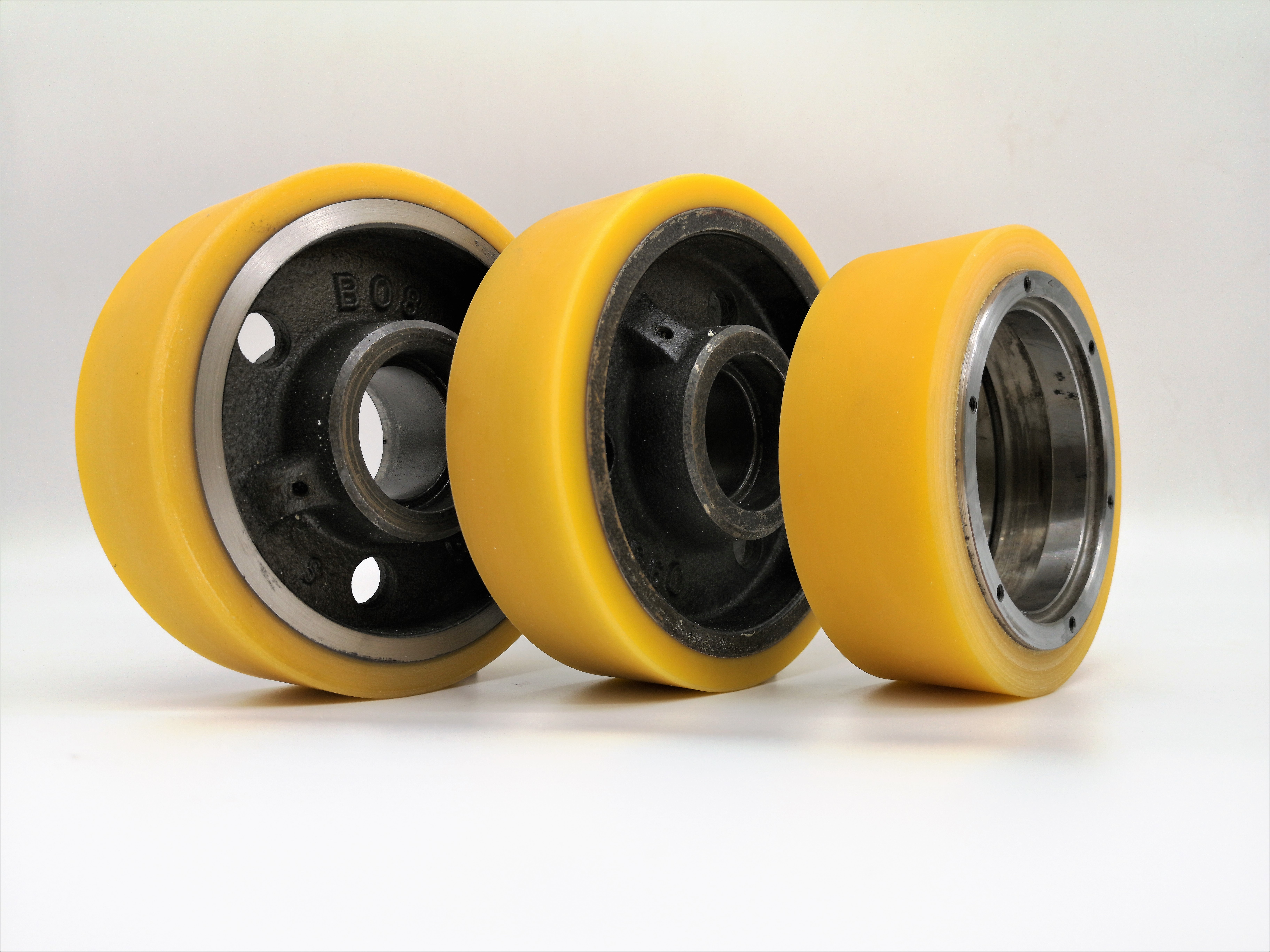
聚氨酯轮子

## 性质

### 化学性质
聚氨酯抗多种酸碱和有机溶剂腐蚀，因此经常被用在橡胶制品在恶劣环境下的替代品。

### 物理性质
聚氨酯的力学性能具有很大的可调性。通过控制结晶的硬段和不结晶的软段之间的比例，聚氨酯可以获得不同的力学性能。因此其制品具有耐磨、耐温、密封、隔音、加工性能好、可降解等优异性能。

## 劣化
在合成初期的性能有抗張力、耐摩擦性、優越的耐油性，但當素材合成的時點之後開始劣化。且在高濕度的環境之下，劣化的情況會加速。這種劣化，與使用次數無進一步的關係連結。

## 生产
按异氰酸、多元醇和水等的配比不同，可以合成硬泡和软泡等泡沫材料。美国和欧洲聚氨酯泡沫均以软泡为主，占泡沫比例分别为60%和57%，硬泡占比分别为40%和43%。英国IAL咨询公司分析显示，2010年中国超过美国成为世界最大的聚氨酯生产国。
聚氨酯硬质泡沫导热系数小，硬度高，被廣泛應用於汽车、冰箱等內襯体的填充。在当今能源紧缺的情况下，聚氨酯材料可以作为墙体内层涂料（因为聚氨酯极其易燃，所以作为涂料时要加入阻燃剂），以达到室内保温效果。聚氨酯是生活中最常见的一种高分子材料，廣泛應用於制作各種“海绵”制品。以及避震、抗摩擦用途的弹性材料，例如鞋底、拖拉机及坦克的履带衬底和田徑運動的跑道，以及作為天然橡胶的替代品，例如医用制品的護套及避孕套等。

## 回收
聚氨酯材料在自然条件下极难分解，现在广泛采用的处理方法是燃烧法，燃烧后的气体经过水，以溶解其中的NO2等易溶解的有毒物质，在燃烧过程中还会生成氰氢酸（HCN），氰氢酸易溶于水，产生的CN−离子有剧毒，所以通过燃烧废气的水要经过特殊处理。如果把聚氨酯深埋地下，需要几十年才能分解，分解物的成分目前还没有相关研究材料，但可能是无毒无害的。另外一种回收方法是裂解法，通过高温等条件，裂解为一些小分子化学物质，可用于生产燃油等有用材料。现今已有相关的科研报告和成果，但尚未应用于工业生产。